# 中泰衆人勧奨国
中泰衆人勧奨国（ちゅうたいしゅうじんかんしょうこく）は、2008年11月12日に中華人民共和国麗水市蓮都区で、湯厚土という小さなレストランのオーナーによって宣言されたミクロネーションであり、地元の法執行当局による検査を避けることを目的としている。

## 概要
2008年11月12日午前10時、麗水市衛生・工商・公安部門が合同で結成した法律執行部門は、衛生条件を満たせず、衛生許可証を未取得の「六種業態」（料理店、美容室、浴場、ダンスホール、旅館、ネットバー）を検査する過程で、衛生条件を満たせず、衛生許可証と工商営業許可証を申請していないため、合同法律執行部門によって、麗水市駅近くの「中泰早食小炒」という名の小料理店を撤去した、「中泰早食小炒」という小さなレストランは、衛生条件が条件を満たしていないため、この店は衛生許可証と工商営業許可証などの申請をしていないことを理由に、合同法執行機関に非合法化されたが、非合法化の過程で、この店の経営者である湯厚土は、「中泰衆人勧奨国」という独立国家を立ち上げたと主張した、国家の領土は約40平方メートルの住宅と、その前にある約5平方メートルの公共スタンドで構成されていた、湯厚土は、自分の店はもはや中華人民共和国の管轄下になく、中華人民共和国の法律の適用を受けないので、証明書を申請する必要はないと主張した。店の壁には、国章も掲げられている。店のドアに面した壁には、中央に絵が描かれた紙が何枚も貼られていた、紋章は黄色く丸みを帯びており、外側には「中国と太平洋の人民は民族の帰還を促す」という文字が環状に描かれ、内側には国家のシンボルである太陽、月、星、そして雨のシンボルの集合体が描かれている、紋章の両側には、「同じ王朝の兄弟は食べ物を買い、敵は食べ物を求める」という標語が書かれている。その後、同店は取締官から閉店を命じられ、一部の施設は営業停止となった。午後1時、記者が再びファーストフード店を訪れたところ、店はまだ営業しており、多くの人が食べに来ていた。